# Lomographa pallescens
Lomographa pallescens là một loài bướm đêm trong họ Geometridae.